# Struthio camelus australis
Struthio camelus australis (лат.) — подвид африканского страуса из семейства страусовых
. Распространён в ЮАР, Намибии, Малави, Зимбабве, Анголе и Ботсване к югу от реки Замбези.

## Описание
У взрослых самцов голова, шея и ноги серовато-голубого цвета. Рулевые перья рыжеватые. Клюв красного цвета. Половой диморфизм выражен в меньшей степени по сравнению с другими подвидами. У самок лишь более тёмное оперение, чем у самцов и беловатые маховые перья.
Выращивают на фермах ради яиц, мяса, кожи и перьев в регионе Кару Капской провинции.